# Pârâul cu Păstrăvi
Pârâul cu Păstrăvi este un afluent al râului Cocoșul. 